# Pietro Mandré
Pietro Mandré (Roma, 9 ottobre 1858 – Roma, 6 gennaio 1938) è stato un poeta e tipografo italiano, esponente del movimento operaio e socialista.
Negli anni a cavallo tra Ottocento e Novecento fu eletto dirigente della categoria di tipografi e della Camera del lavoro, ma fu grazie al suo attivismo politico nell'ambito del movimento operaio e socialista romano che riscosse i suoi più grandi successi. Fu autore di numerosi libri di poesia, tanto da conquistare l'appellativo di "poeta proletario" e fu amico e di Antonio Labriola.

## Biografia
Pietro Mandré nacque a Roma nel 1858. Trascorse la sua infanzia a Spoleto e una volta tornato nella Capitale iniziò a lavorare come compositore in una tipografia. Nel 1888 ricoprì il compito di segretario del comitato di Roma della Società generale di propaganda per l'Associazione degli operai tipografi italiani. Egli contribuì a dare una grande sferzata alle manifestazioni operaie della sua categoria tanto da essere citato frequentemente nelle carte della polizia di quegli anni. 
Mandré fu uno degli organizzatori della prima manifestazione per il Primo maggio a Piazza Santa Croce in Gerusalemme a Roma. Contribuì attivamente alla creazione di nuovi organismi politici nella scena romana come: il circolo operaio di studi sociali, la camera del lavoro (per la categoria tipografi) e la sezione romana del Partito socialista. 
Dal suo impegno politico, nacque l'amicizia con Antonio Labriola, documentata nella conferenza "Del socialismo" il 20 giugno 1899. 
Pietro Mandré collaborò con le testate Il Tipografo, Le Arti Grafiche, Il Lavoratore del Libro, ma la sua più grande passione fu la poesia, che seppe usare come mezzo di divulgazione per la classe operaia.
Gli ultimi 20 anni della sua vita, Mandré, li trascorse ai margini degli istituti ospedalieri della Capitale, combattendo contro la depressione, l'emarginazione e la cecità che lentamente degenerava, continuò a battersi per vedere riconosciuti i suoi diritti e la sua dignità di uomo.
Morì il 6 gennaio 1938 nel manicomio di S. Maria della Pietà, dopo esservi stato trasportato dal Policlinico, poiché dava "evidenti segni di squilibrio mentale".

## Pietro Mandré: poeta proletario
Risale al 1892 la pubblicazione di Poesie di un proletario con prefazione di Antonio Labriola che presenta il problema dell'arte proletaria. Secondo Labriola una poesia in particolare potrà essere presa da esempio dalla futura arte della classe proletaria: Canto novo: 

## Opere
- Poesie di un proletario (1892)
- Poesie sociali (1900)
- Battaglie proletarie (1922)
- Visioni umane (1927)
- Sul limitar della vita (1934)
- Rime di redenzione (1935)